# 利多

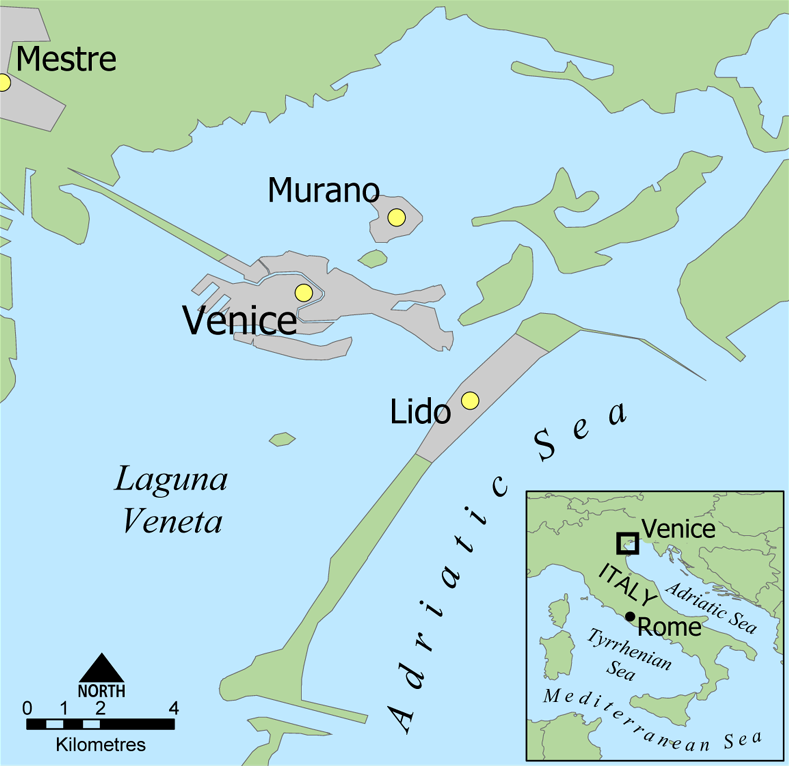
利多岛位置

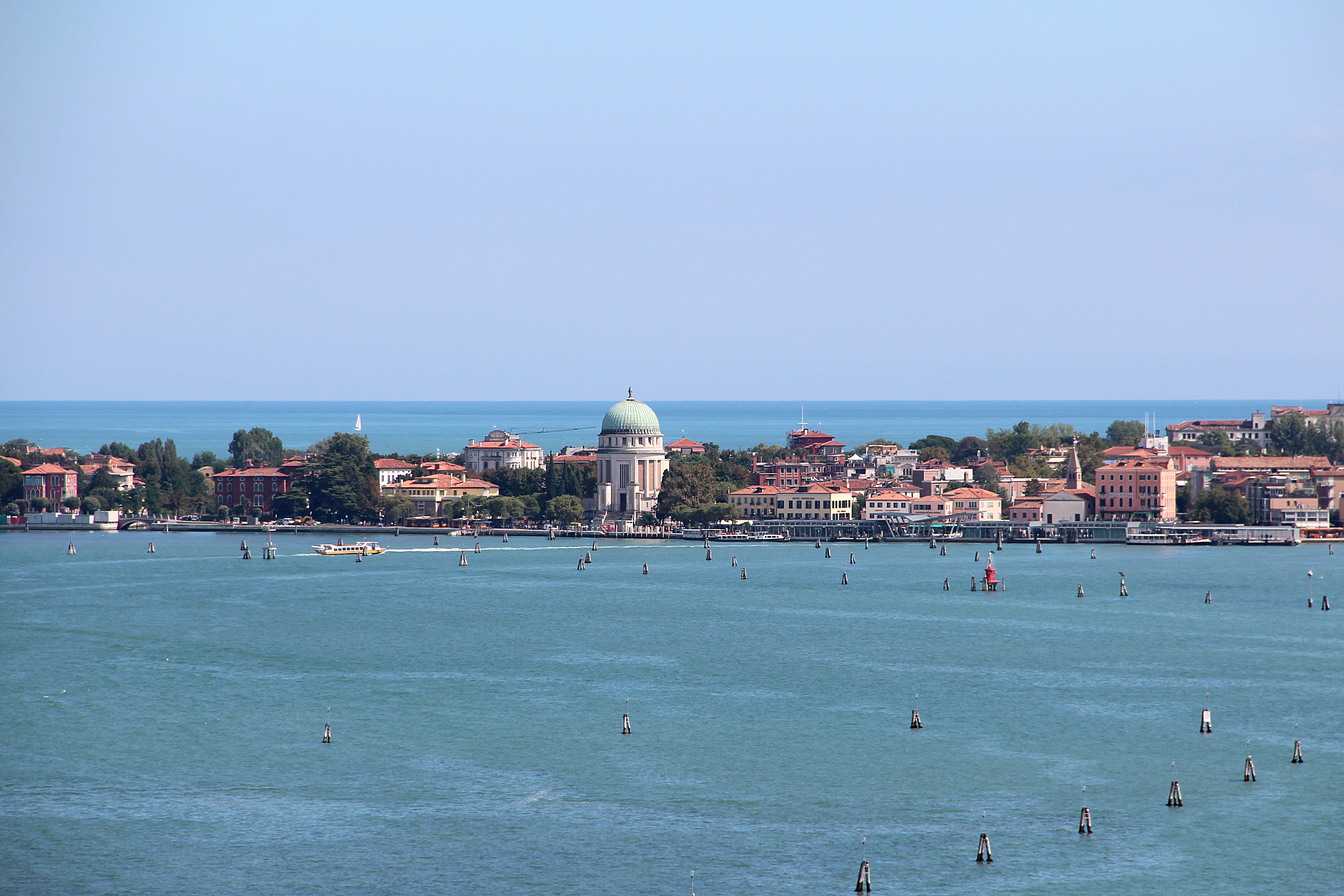
從聖喬治·馬焦雷大教堂的鐘樓上看到的麗都島

利多（義大利語：Lido，又译为丽都）是意大利威尼斯東南方的一個11英哩（18公里）長的沙洲，住有20,000居民。很多遊客（主要是意大利人）每年夏天到這裡度假。現在島上的賭場已經關閉了。每年的8月底9月初威尼斯電影節會在這裡舉行。
利多上有三个居民区，最北部的是利多，这里也是举办电影节的地方，拥有豪华饭店。中部的马拉莫科是岛上最早的居民区，很长时间里也是岛上唯一的居民区。它是威尼斯公爵的住处。南边的阿尔贝罗尼有一座堡垒和一个高尔夫球场。
海岛朝向亚得里亚海一侧至少有一半的长度是沙滩。其大多数部分属于不同的夏季度假饭店。托马斯·曼的《威尼斯之死》就是在这些饭店之中的一家发生的。只有在岛的北端和南端有两个巨大的公共开放的沙滩。
岛上最繁华的是圣玛利亚·伊丽莎贝塔大街，它长约700米，从朝向威尼斯一侧的浅海到亚得里亚海滨横跨利多，街旁有许多旅馆、商店和招待旅游者的饭店。在浅海的一侧有去往威尼斯（15分钟）、意大利大陆（35分钟）、其它岛屿和威尼斯-馬可·波羅機場（60分钟）的船。
1202年第四次十字军东征开始时，上万十字军被困在岛上，因为他们无法向威尼斯交付他们的船费。

## 相關人物
- 瓜尔蒂耶罗·加尔马尼尼（1909－1976），建筑师和设计师

## 外部連結
- 利多島的衛星照片（页面存档备份，存于）
- Venice Lido Beaches （页面存档备份，存于）
- Lido di Venezia（页面存档备份，存于）
- The Venice Lido（页面存档备份，存于） by Robin Saikia